# 岳封五岳庙
岳封五岳庙是一座古建筑，建于明清时期，位于山西省晋中市平遥县宁固镇岳封村。
1982年10月10日，岳封五岳庙公布为平遥县文物保护单位。2021年8月4日，岳封五岳庙公布为第六批山西省文物保护单位。